# برادية
برادية هي قرية مغربية وسط شمال البلاد. تقع برادية بإقليم الفقيه بنصالح وتضم في مركزها 6.564 نسمة، أما إجمالي الجماعة فتضم 36.307 نسمة (إحصاء رسمي 2004).